# Kids in America (lied)
Kids in America is een nummer van de Britse zangeres Kim Wilde, afkomstig van het debuutalbum "Kim Wilde" uit 1981. Op 26 januari dat jaar werd het nummer op single uitgebracht.
De single was het debuut (eerste gepubliceerde nummer) van Kim. De tekst was geschreven in 1980 door haar vader, de zanger Marty Wilde, en haar jongere broer Ricky Wilde. Met behulp van een (EDP) WASP-synthesizer stond deze laatste ook in voor de opzwepende arrangementen van het nummer. Tot slot werd het geheel nog geremixt door RAK Records-producer Mickie Most.

## Achtergrond
Er zijn sindsdien vele cover-versies, gezongen door andere artiesten, uitgebracht van dit nummer, zoals in 2004 door de Nederlandse zangeres Kim-Lian.
Wilde zelf heeft nog nieuwe versies uitgebracht in 1994 en 2006.
De originele versie van Kim Wilde werd in het voorjaar van 1981 een gigantische hit in heel Europa. In thuisland het Verenigd Koninkrijk bereikte de plaat de 2e positie in de UK Singles Chart. In Ierland werd eveneens de 2e positie bereikt, in Australië, Nieuw-Zeeland, Duitsland en Zwitserland de 5e en in Finland en Zuid-Afrika werd zelfs de nummer 1-positie bereikt.
In Nederland werd de plaat in het voorjaar van 1981 door dj Frits Spits veel gedraaid in zijn radioprogramma De Avondspits op Hilversum 3 en werd een gigantische hit in de destijds drie landelijke hitlijsten op de nationale publieke popzender. De plaat bereikte de 4e positie in de TROS Top 50, de 6e positie in de Nederlandse Top 40 en de 8e positie in de Nationale Hitparade. In de Europese hitlijst op Hilversum 3, de TROS Europarade, werd de 4e positie bereikt.
In België bereikte de plaat de 4e positie in zowel de voorloper van de Vlaamse Ultratop 50 als de Radio 2 Top 30. In Wallonië werd géén notering behaald.
In de sinds december 1999 jaarlijks uitgezonden NPO Radio 2 Top 2000 van de Nederlandse publieke radiozender NPO Radio 2 stond de plaat van 2000 tot 2008 en in 2018 in de lijst der lijsten genoteerd, met als hoogste notering een 728e positie in 2000.

## NPO Radio 2 Top 2000
| Nummer met noteringen in de NPO Radio 2 Top 2000 | '00 | '01  | '02  | '03  | '04  | '05  | '06  | '07  | '08  | '09-'17 | '18  |
| ------------------------------------------------ | --- | ---- | ---- | ---- | ---- | ---- | ---- | ---- | ---- | ------- | ---- |
| Kids in America                                  | 728 | 1614 | 1930 | 1211 | 1134 | 1101 | 1576 | 1746 | 1409 | -       | 1883 |

1. ↑  Een '-' betekent dat het nummer niet was genoteerd en een vetgedrukt getal geeft de hoogste notering aan.
2. ↑  2000 was het eerste jaar met een notering voor dit nummer.
3. ↑  Deze tabel is bijgewerkt tot en met de laatste editie (2024).